# Halicoides walkeri
Halicoides walkeri is een vlokreeftensoort uit de familie van de Pardaliscidae. De wetenschappelijke naam van de soort is voor het eerst geldig gepubliceerd in 1973 door Ledoyer.